# Distretto di Khas Kunar
Il distretto di Khas Kunar è un distretto dell'Afghanistan appartenente alla provincia del Konar. Conta una popolazione di 31.950 abitanti (dato 2003).